# Enga (langue)
Cet article concerne la langue enga. Pour le peuple enga, voir Enga.
L’enga est une langue papoue parlée en Papouasie-Nouvelle-Guinée, par le peuple Enga qui vit dans l'est des Highlands de l'île de Nouvelle-Guinée.
L'enga est parlé par 180 000 personnes, soit plus de locuteurs natifs que n'importe quelle autre des environ huit cents langues de Papouasie-Nouvelle-Guinée.

## Classification
L'enga appartient à la famille de langues de Trans-Nouvelle Guinée, un des membres de l'ensemble des langues papoues.